# XSL Formatter
Antenna House Formatter (AH Formatter) はアンテナハウスが開発・販売しているXMLドキュメントの自動組版を行うソフトウェアである。XMLまたはHTMLを入力してPDF, SVG, INX, MIF, XPS, textおよび Microsoft Word formatsを出力する。
レイアウト指定は W3Cで勧告されたXSL（XSL-FO) Version 1.1とCSSを使うことができる。
W3Cが、SGMLを元にして1998年にXMLを策定したとき、その後を追って、SGML時代のレイアウト指定言語DSSSLに代わるものとして、XSL-FOが策定された。
XMLをXSL-FOに変換するには、XSLTのスタイルシートを使用する。AH Formatter のWebページには、スタイルシートの作成方法の文書やオープンソースのスタイルシートなどが公開されている。
CSSはHTMLをブラウザで表示するためのレイアウト仕様である。Webのページは１つの情報単位であり、ブラウザでは紙のような大きさのあるページの概念を使っていない。このため、CSS 2.1では印刷媒体（ページメディア）向けのレイアウトを指定する機能がないが、CSS レベル3の一部としてページメディアのためのCSS Paged Media Moduleが提案されている。AH CSS FormatterはCSS Paged Media Moduleに対応している。

## 歴史
2000年11月にXSL-FOによるレイアウト指定のみに対応するXSL Formatter V1.0がリリースされた。
2001年04月に英語版XSL Formatter V1.1Eをリリースして欧米市場での販売を開始した。
2009年03月にCSSによるレイアウト指定にも対応し、製品名がAntenna House Formatter V5.0となった。なお、XSL-FOに対応するAH XSL FormatterとCSSのみに対応するAH CSS Formatterも提供されている。

## 利用状況
SGML時代からの歴史的な経緯によりXSL-FO組版ソフトのユーザーはSGMLのシステムから移行したユーザーが多い。航空機の整備マニュアル、政府関係の文書、自動車の整備マニュアル等の膨大なページ数の組版を行うビッグユーザーはSGMLのシステムから移行している。
米国の内国歳入庁（日本の国税庁にあたる）ではAH XSL Formatterを納税ガイドなどの自動組版に利用している。
この他、 JATS,  DITA or DocBook XMLからPDFを作るのにも使われている。
米国O'Reilly社ではCSS組版を書籍作成に使っている。
MathML、SVG、Microsoft Excelのチャートあるいは各種の画像形式を取り込んで組版することができる。また、50ヶ国語のハイフネーション機能を内蔵しており、英語を含む主要な西欧言語のハイフネーションを行うことができる。アラビア語、ヘブライ語のような右から左に記述する言語の組版、タイ語のような複数の文字コードで一つの文字を組み立てる言語の組版を行ってPDFに出力できる。そこで、多国籍市場で販売される製品の多言語マニュアルの組版に使われることが多い。
MarkdownからPDFレポートの作成例がある。